# 마수드 쇼자에이
마수드 솔레이마니 쇼자에이(페르시아어:  مسعود  سلیمانی شجاعی, Masoud Soleimani Shojaei, 1984년 6월 9일 ~ )는 이란의 전 축구 선수로, 현역 시절 포지션은 주로 공격형 미드필더였다.
쇼자에이는 스페인의 오사수나와 라스팔마스에서 뛴 경력이 있었으며, 총 142경기를 뛰었다. 2004년에 이란 대표팀 데뷔를 하였고, 2번의 FIFA 월드컵을 출전하였다.
2017년 8월 10일에 이스라엘의 축구 클럽인 마카비 텔아비브와의 경기에 출전한 사실이 밝혀져 에흐산 하지사피와 함께 이란 축구 국가대표팀에서 퇴출한다고 했으나 퇴출되지 않았다.

### 국가대표 골 기록
| 골 | 날짜             | 장소                                                           | 상대                  | 점수  | 결과  | 대회                                                           |
| -- | ---------------- | -------------------------------------------------------------- | --------------------- | ----- | ----- | -------------------------------------------------------------- |
| 1. | 2009년 3월 28일  | 아자디 경기장, 테헤란, 이란                                    | 사우디아라비아        | 1 - 0 | 1 – 2 | 2010년 FIFA 월드컵 아시아 지역 예선                            |
| 2. | 2009년 6월 17일  | 서울월드컵경기장, 서울, 대한민국                               | 대한민국              | 1 - 0 | 1 – 1 | 2010년 FIFA 월드컵 아시아 지역 예선                            |
| 3  | 2009년 9월 12일  | 아심 페르하토비치 하세 경기장, 사라예보, 보스니아 헤르체고비나 | 보스니아 헤르체고비나 | 1 - 2 | 3 – 2 | 친선경기                                                       |
| 4  | 2010년 9월 7일   | 서울월드컵경기장, 서울, 대한민국                               | 대한민국              | 1 - 0 | 1 – 0 | 친선경기                                                       |
| 5  | 2013년 3월 26일  | 알쿠웨이트 스포츠 클럽, 쿠웨이트 시, 쿠웨이트                  | 쿠웨이트              | 1 - 0 | 1 – 1 | 2015년 AFC 아시안컵 예선                                       |
| 6  | 2015년 1월 11일  | 멜버른 렉탱귤러 스타디움, 멜버른, 오스트레일리아               | 바레인                | 2 - 0 | 2 – 0 | 2015년 AFC 아시안컵                                            |
| 7  | 2015년 11월 17일 | 괌 국립경기장, 타무닝, 괌                                      | 괌                    | 4 - 0 | 6 – 0 | 2018년 FIFA 월드컵 아시아 지역 예선 / 2019년 AFC 아시안컵 예선 |
| 8  | 2016년 6월 7일   | 아자디 경기장, 테헤란, 이란                                    | 키르기스스탄          | 1 - 0 | 6 – 0 | 친선경기                                                       |